# Bonne épouse, sage mère
Dérivée d'un rôle traditionnel idéalisé pour les femmes, l'idéologie de la bonne épouse, sage mère ou sage épouse, bonne mère (良妻賢母, ryōsai kenbo, chinois : 賢妻良母/賢母良妻 ; pinyin : xián qī liáng mù/xián mù liáng qī) est créée par Nakamura Masanao en 1875.
Elle représente l'idéal de féminité dans les régions d'Asie de l'Est comme le Japon, la Chine et la Corée dans les années 1800 et au début des années 1900 et ses effets perdurent à l'époque moderne. Les femmes sont censées maîtriser les compétences domestiques que sont la couture et la cuisine ainsi que développer les compétences intellectuelles et morales nécessaires à l'éducation de fils et filles intelligents et forts pour le bien de la nation.
La grossesse est considérée comme un « devoir patriotique » et bien qu'au Japon cette philosophie ait décliné après la Seconde Guerre mondiale, les historiens féministes soutiennent qu'elle existe au Japon jusque dans les années 1980.
Ce point de vue est peut-être aussi partagé par les vues traditionnelles chinoises de l'époque, comme Lu Xun citant le point de vue traditionnel dans Tombeau. Dans l'éducation des femmes, le slogan plus populaire à l'époque est toujours celui de la philosophie « Bonne épouse, sage mère » (在女子教育，则那时候最时行，常常听到嚷着的，是贤母良妻主义。) et « Épouse du seigneur » de Zhu Ziqing (房東太太) : elle est l'épouse sage, bonne mère traditionnelle ; on peut voir l'ancien goût de la Chine. (道地的贤妻良母，她是；这里可以看见中国那老味儿。).

## Chine
Dans la société féodale chinoise, et même dans la société moderne, surtout à la campagne, une femme doit tenir compte de ce que la famille de son mari est plus importante que la sienne propre. La relation entre la belle-mère et la belle-fille et la relation entre le père et le fils sont plus importantes que la relation entre le mari et l'épouse. Une femme doit toujours être affable envers son mari et ne jamais être blessante ni jalouse. Le mari a des devoirs à l'extérieur de la maison et la femme à l'intérieur. Ni l'un ni l'autre ne doit savoir ni interférer avec les tâches de chacun. Pour jouer le rôle de « bonne épouse, sage mère », la femme doit éduquer ses enfants. La société chinoise est fondée sur la prospérité de la famille. Une femme doit être fertile, produire des fils et les éduquer pour qu'ils réussissent.

## Japon
L'expression « bonne épouse, sage mère » apparaît dans la dernière partie de l'ère Meiji (1868-1912) à la fin du XIXe siècle. Pendant la Seconde Guerre mondiale, elle est enseignée afin de promouvoir les politiques conservatrices, nationalistes et militaristes d'État et d'aider une économie capitaliste en développement. De la fin des années 1890 à la fin de la Seconde Guerre mondiale, l'expression se répand de plus en plus dans les médias de masse et les niveaux supérieurs des écoles publiques et privées de filles. Pendant les années 1890, le slogan « bonne épouse, sage mère » n'est enseigné que dans les niveaux supérieurs que fréquentent les filles de l'élite et de la classe supérieure. Il est introduit dans le cursus de l'école primaire en 1911 lorsque paraît la révision des manuels d'éthique.
Les femmes apprennent à remplir ce rôle en raison du nationalisme japonais. L'empire du Japon veut prévenir une invasion occidentale. Lorsque les pays occidentaux apportent des améliorations en matière de droits sociaux des femmes, tels que le suffrage, le Japon commence à peine à faire face aux mouvements féminins. Le pays tente d'établir le rôle de la femme et de contrôler les nouveaux mouvements sociaux au moyen d'une éducation régulée et interdit les droits sociaux et politiques.